# Comuna Seadrîne, Koriukivka
Seadrîne (în ucraineană Сядрине) este o comună în raionul Koriukivka, regiunea Cernihiv, Ucraina, formată din satele Budîșce, Samotuhî, Seadrîne (reședința) și Telne.

## Demografie
Componența lingvistică a comunei Seadrîne
     Ucraineană (97,72%)
     Rusă (2,19%)
     Alte limbi (0,09%)
Conform recensământului din 2001, majoritatea populației comunei Seadrîne era vorbitoare de ucraineană (97,72%), existând în minoritate și vorbitori de rusă (2,19%).